# Austrocylindropuntia
Austrocylindropuntia ist eine Pflanzengattung aus der Familie der Kakteengewächse (Cactaceae). Der botanische Name der Gattung leitet sich vom lateinischen Substantiv auster für „Süden“ und dem Namen der Gattung Cylindropuntia ab, mit der einige Arten Ähnlichkeit haben.

## Beschreibung
Die  Arten der Gattung Austrocylindropuntia wachsen meistens strauchartig, manchmal jedoch auch baumähnlich. Sie bilden locker verzweigte Sträucher oder manchmal dichte Polster, die eine Wuchshöhe von 0,5 bis 5 Metern erreichen. Die zylindrischen Triebe sind manchmal gegliedert. Die spät abfallenden sukkulenten Laubblätter sind zylindrisch und bis mehr als 4 Millimeter lang. Die Areolen tragen Glochiden, Haare und glatte, scheidenlose Dornen.
Die gelben, rosafarbenen oder roten Blüten sind bis zu 8 Zentimeter lang, haben jedoch nur eine kurze Blütenhülle. Die dickwandigen Früchte sind ellipsenförmig und saftig. Sie enthalten kleine bis große, kugel- bis birnenförmige Samen von 3,5 bis 7 Millimetern Länge.

## Systematik und Verbreitung
Die Arten der Gattung Austrocylindropuntia sind in Argentinien, Bolivien, Ecuador und Peru verbreitet. 
Die Erstbeschreibung der Gattung wurde 1938 von Curt Backeberg vorgenommen. Die Typusart (Lektotypus) der Gattung ist Austrocylindropuntia exaltata.

### Systematik nach N.Korotkova et al. (2021)
Die Gattung umfasst die folgenden Arten:
- Austrocylindropuntia cylindrica (Lam.) Backeb.
- Austrocylindropuntia exaltata (A.Berger) Backeb.
- Austrocylindropuntia floccosa (Salm-Dyck) F.Ritter
- Austrocylindropuntia pachypus (K.Schum.) Backeb.
- Austrocylindropuntia shaferi (Britton & Rose) Backeb.
  - Austrocylindropuntia shaferi var. shaferi
  - Austrocylindropuntia shaferi var. humahuacana (Backeb.) R.Kiesling
- Austrocylindropuntia subulata (Muehlenpf.) Backeb.
- Austrocylindropuntia vestita (Salm-Dyck) Backeb.

Synonyme der Gattung sind Pseudotephrocactus Frič & Schelle (1933), Andinopuntia Guiggi (2011), Peruviopuntia Guiggi (2011) und Trichopuntia Guiggi (2011).

### Systematik nach E.F.Anderson/Eggli (2005)
Zur Gattung gehören die folgenden Arten:
- Austrocylindropuntia cylindrica (Lam.) Backeb.
- Austrocylindropuntia floccosa (Salm-Dyck) F.Ritter
- Austrocylindropuntia hirschii (Backeb.) E.F.Anderson = Austrocylindropuntia floccosa (Salm-Dyck) F.Ritter
- Austrocylindropuntia lagopus (K.Schum.) F.Ritter ex I.Crook, J.Arnold & M.Lowry ≡ Punotia lagopus (K.Schum.) D.R.Hunt
- Austrocylindropuntia pachypus (K.Schum.) Backeb.
- Austrocylindropuntia punta-caillan (Rauh & Backeb.) E.F.Anderson = Austrocylindropuntia floccosa (Salm-Dyck) F.Ritter
- Austrocylindropuntia shaferi (Britton & Rose) Backeb.
- Austrocylindropuntia subulata (Muehlenpf.) Backeb.
- Austrocylindropuntia verschaffeltii (Cels ex F.A.C.Weber) Backeb. ≡ Tephrocactus verschaffeltii (Cels ex F.A.C.Weber) D.R.Hunt & Ritz
- Austrocylindropuntia vestita (Salm-Dyck) Backeb.
- Austrocylindropuntia yanganucensis (Rauh & Backeb.) E.F.Anderson = Austrocylindropuntia floccosa (Salm-Dyck) F.Ritter

Synonyme der Gattung sind Andinopuntia Guiggi (2011), Banfiopuntia Guiggi (2011), Peruviopuntia Guiggi (2011) und Trichopuntia Guiggi (2011).

## Nachweise